# Ophiactis hemiteles
Ophiactis hemiteles is een slangster uit de familie Ophiactidae.
De wetenschappelijke naam van de soort werd in 1915 gepubliceerd door Hubert Lyman Clark.